# Calamacris
Calamacris is een geslacht van rechtvleugeligen uit de familie Pyrgomorphidae. De wetenschappelijke naam van dit geslacht is voor het eerst geldig gepubliceerd in 1904 door Rehn.

## Soorten
Het geslacht Calamacris  is monotypisch en omvat slechts de volgende soort:
- Calamacris clendoni (Rehn, 1904)